# Donji Daruvar
Donji Daruvar est un village de la municipalité croate de Daruvar, situé dans le comitat de Bjelovar-Bilogora.